# Eduard Schmidlin
Eduard Schmidlin (* 8. Juli 1808 in Rottenburg am Neckar; † 5. Februar 1890 in Dresden) war ein deutsch-schweizerischer Gärtner, Revolutionär, botanischer Autor und Hotelier.

## Leben
Schmidlin wurde 1808 als Sohn eines Kanzleirats geboren und studierte nach dem Besuch des Gymnasiums Naturwissenschaften in Tübingen, wo er 1828 Mitglied der Burschenschaft Feuerreiter wurde.  Nach Aufgabe des Studiums wurde er Gärtnergehilfe in Stuttgart und arbeitete in der Königlichen Hofgärtnerei. Nach seiner Teilnahme am Frankfurter Wachensturm versteckte er sich im österreichischen Gesandtschaftspalast, so dass er unbemerkt fliehen konnte. Später wurde er jedoch als Teilnehmer der Franckh-Koseritz’schen Verschwörung verhaftet und zu Festungshaft in der Festung Hohenasperg verurteilt. Nach seiner Entlassung arbeitete er als Kunst- und Landschaftsgärtner sowie als Verfasser zahlreicher botanischer Werke unter anderem in Konstanz und Stuttgart. 1857 wurde er von Conrad von Rappard zur Garten- und Landschaftsgestaltung des ersten Hotels am Giessbach berufen und war bald auch als Hotel- und Gasthofverwalter sehr erfolgreich. Er machte in den Jahren bis 1870 den Giessbach zu einer bedeutenden Attraktion für den Fremdenverkehr. 1868 wurde er in Brienz zum Schweizer Bürger ernannt. Von 1872 bis 1882 war er Verwalter des Hotels Bellevue in Thun. Danach zog er sich ins Privatleben zurück und starb 1890 in Dresden. Seine Grabstätte ist bis heute erhalten.

## Ehrungen
- 2008: Ehrentafel der Stiftung Giessbach dem Schweizer Volk zu seinem 200. Geburtstag[2]

## Veröffentlichungen (Auswahl)
- Flora von Stuttgart, oder Beschreibung der in der Umgegend von Stuttgart wildwachsenden sichtbar blühenden Gewächse. Stuttgart 1832.
- Gründliche Anleitung zur Kultur der Gurken, Melonen und übrigen kürbisfrüchtigen Gewächse. Stuttgart 1833.
- Johann Jakob Walters allgemeines deutsches Gartenbuch oder neue gemeinnützliche und vollständige praktische Anleitung zur Anlegung und Behandlung der Lust-, Küchen- und Baumgärten. Stuttgart ab 1834 (zusammen mit Johann Jakob Walter).
- Die bürgerliche Gartenkunst oder praktische Anleitung zur zweckmaeßigsten Anlage, Eintheilung und Bestellung der Haus- und Wirthschaftsgärten nebst einer umfassenden Zusammenstellug der hiezu tauglichsten Bäume, Sträucher und andere Zierpflanzen, mit Angabe ihrer Höhe, der Art ihres Wuchses und ihrer Belaubung, der Blüthezeit und Farbe u.a.m. : ein Handbuch für Gartenbesitzer jeden Standes und Gewerbes, insbesondere aber für Handelsgärtner und solche, die sich der Gartenkunst widmen wollen; mit vielen Gartenplänen nebst Kostenüberschlägen ... Stuttgart 1843.
- Populäre Botanik, oder gemeinfassliche Anleitung zum Studium der Pflanze und des Pflanzenreiches ; Zugleich ein Handbuch zum Bestimmen der Pflanzen auf Excursionen ; mit mehr als 1600 Abb. Stuttgart  1857 Digitalisierte Ausgabe der Universitäts- und Landesbibliothek Düsseldorf